# Gábor Horváth
Gábor Horváth (n. 15 noiembrie 1971, Budapesta, Republica Populară Ungară) este un caiacist ce a reprezentat Ungaria, medaliat olimpic. A participat la 3 ediții ale Jocurilor Olimpice (1996, 2000, 2004) în care a câștigat două medalii de aur și o medalie de argint.